# Conquest (Saskatchewan)
Conquest es un pueblo canadiense situado en la provincia de Saskatchewan.

## Superficie
Conquest tiene una superficie de 1 km².

## Demografía
En 2021, tenía 167 habitantes, una densidad poblacional de 166,7 hab./km², y 76 viviendas.